# Hoo St Werburgh
Hoo St Werburgh (engelskt uttal: [ˈhu snt ˈwɜrbɜrg], ofta enbart: Hoo) är en ort och civil parish i grevskapet Kent i sydöstra England. Orten ligger i enhetskommunen Medway på halvön Hoo, cirka 5 kilometer nordost om Rochester. Tätorten (built-up area) hade 8 759 invånare vid folkräkningen år 2021.
I civil parishen ligger även orten Chattenden.